# قتل غزال (لوحة)
قتل غزالأو صيد غزال (بالفرنسية: L'Hallali du cerf )‏ هي لوحة ضخمة (355 سم x 505 سم)، تصور مشهد صيد، رسمها غوستاف كوربيه عام 1867.اللوحة معروضة حالياً في متحف الفنون الجميلة وعلم الآثار في بيزنسون.

## التاريخ
رُسمت اللوحة في شتاء 1866-1867. وهي مرسومة على الطراز الضخم الذي تبناه كوربيه مؤخراً، كما هو الحال مع لوحتي مدفن في أورنان واستوديو الرسام. عُرضت اللوحة في صالونات وأكاديميات الفن الفرنسية 1869. تسببت الصورة في بعض الجدل، حيث كانت اللوحات الضخمة مقصورة فقط على رسم قصصي الشهيرة وليس مشاهد الصيد.

## الرمزية
يصور المشهد غزالاً تهاجمه كلاب الصيد وقد انهار على الأرض الثلجية. الشخصيتان على اليسار. المدرب هو كوزنيه جول، أحد سكان أورنان بينما الرجل على صهوة الجواد هو فليكس غودي، من فويلافان. تعتبر اللوحة تصويراً لمشهد الصيد التقليدي في القرن السابع عشر. يستخدم كوربيه تجسيداً واقعياً قاسياً أقرب إلى النماذج الفلمنكية. مشاهد الصيد شائعة في لوحات كوربيه. تصور اللوحة كل خطوة من المطاردة.

## التأثير
هناك تأثير آخر في هذه اللوحة ن وهو للوحة مذبحة في خيوس (1824) لاوجين ديلاكروا. ينعكس التأثير بشكل خاص من خلال الشخصية الممتطية الحصان